# Artur Hovhannisyan
Artur Hovhannisyan est un boxeur arménien né le 23 mars 1996.

## Carrière
Sa carrière amateur est principalement marquée par une médaille d'or remportée aux Jeux européens de 2019 dans la catégorie poids mi-mouches.

## Palmarès

### Jeux européens
- Médaille d'or en -49 kg en 2019 à Minsk, Biélorussie